# Middelburg
Middelburg är en stad och kommun i Zeeland i Nederländerna. Staden är huvudort i provinsen Zeeland. Kommunen har ca 48 000 invånare. Staden ligger på den före detta ön Walcheren. I kommunen ligger även orterna Arnemuiden, Kleverskerke, Nieuw- en Sint Joosland och Sint Laurens.
Sedan 2004 har Middelburg ett universitetet som heter University College Roosevelt.